# Rocky Mount (Carolina del Nord)
Rocky Mount è una città degli Stati Uniti d'America, della Carolina del Nord nelle contee di Edgecombe e Nash. La popolazione al censimento del 2010 era di 57 477 abitanti.